# Alexandre d'Hesmivy d'Auribeau
Pour les articles homonymes, voir Auribeau (homonymie).
Alexandre d'Hesmivy d'Auribeau, né en 1760 et mort le 21 août 1794 à Java est un marin français du XVIIIe siècle. Il prend part à l'expédition d'Entrecasteaux.

## Biographie
Issue d'une famille de la noblesse provençale, Alexandre d'Hesmivy d'Auribeau entre dans la Marine royale le 11 juin 1775, à l'âge de quinze ans, avec le grade d'aspirant-garde-marine. Le 6 juillet 1777, il devient garde-marine, puis enseigne de vaisseau le 1er avril 1778 et lieutenant de vaisseau le 1er mai 1786.

### Expédition d'Entrecasteaux
En 1791, il fait partie des membres de l'expédition envoyée par l'Assemblée constituante et par le Roi Louis XVI à la recherche de « Monsieur de La Pérouse » dont on était sans nouvelles depuis trois ans. Le 28 septembre 1791, il quitte le porte de Brest en tant que commandant en second de la frégate La Recherche, sous les ordres du contre-amiral d'Entrecasteaux.
Au cours de cette expédition, qui devait durer plus de cinq ans, il est fait capitaine de vaisseau le 25 avril 1792, puis capitaine de vaisseau première classe, le 5 février 1793. Atteint par le scorbut d'Entrecasteaux meurt le 20 juillet 1793, peu de temps après celle du commandant en second de l'expédition Jean-Michel Huon de Kermadec le 6 mai 1793, Alexandre d'Hesmivy d'Auribeau devient alors le commandant de l'expédition. Il est alors âgé de 33 ans.
Fort de ses convictions royalistes, et ayant eu écho de l'exécution de Louis XVI, le 21 janvier 1793, de l'état de guerre et de la Terreur régnant en France, d'Auribeau préfère se constituer prisonnier dans les colonies hollandaises de Surabaya (Indes néerlandaises) que l'expédition atteint en octobre 1793. L'équipage est alors arrêté, les deux frégates, La Recherche et L'Espérance, sont saisies et les collections d'histoire naturelle récoltées durant l'expédition offertes par les Hollandais aux Britanniques. Celles-ci sont, sur la demande expresse de Sir Joseph Banks (1743-1820) rendues à la France.
Le 29 juin 1794, il envoie une Lettre au gouvernement émigré. Destitué par le Comité de salut public, avec rétroactivité au 30 novembre 1793, à la suite de ses prises de position royalistes. Il meurt le 21 août 1794. Le second lieutenant Élisabeth-Paul-Édouard de Rossel (1765-1829) prend le commandement de l'expédition.
Manœuvrier habile et bon observateur des peuples aborigènes, ses opinions ouvertement royalistes et son tempérament arrogant seront sources de tensions entre le clan républicain (composé principalement des scientifiques de l'expédition) et les officiers (aux convictions royalistes). Ces tensions sont une des causes qui l’amenèrent à mettre un terme à l'expédition sur l'île de Java.

## Famille
Il est le frère de l'abbé Pierre d'Hesmivy D'Auribeau (1756 - 1843), vicaire général du diocèse de Digne avant qu'il n'émigre à Rome en 1792. Secrétaire du cardinal Carafa, il rentra en France à la Restauration.

## Voir Aussi
En français :
- Hélène Richard, Le voyage de d'Entrecasteaux à la recherche de Lapérouse, Éditions du Comité des travaux Historiques et Scientifiques, Paris, 1986.

En anglais :
- (en) Edward Duyker & Maryse Duyker, Bruny d’Entrecasteaux: Voyage to Australia and the Pacific 1791—1793, Miegunyah/Melbourne University Press, Melbourne, 2001, pp. xliii, pp. 392,  (ISBN 0 522 84932 6) (2006,  (ISBN 0 522 85232 7)).
- (en) Edward Duyker Citizen Labillardière: A Naturalist’s Life in Revolution and Exploration (1755—1834), Miegunyah/Melbourne University Press, Melbourne, 2003, pp. 383,  (ISBN 0 522 85010 3) (2004,  (ISBN 0 522 85160 6)).